# SA-20
La SA-20 est une autovia encore en construction qui entoure la ville de Salamanque d'est en ouest par le sud de l'agglomération.
D'une longueur de 3 km environ, elle relie l'autoroute A-66 à l'A-50 à hauteur de Santa Marta de Tormes à l'est de la ville.
Elle dessert tout le sud de Salamanque ainsi que les petites communes aux alentours et les zones industrielles.

## Tracé
- Elle débute  en se connectant par un giratoire à la A-50.
- Elle va se terminer à l'ouest de Salamanque où elle se détache de l'A-66 en provenance du Zamora.

## Sorties
| Sens A-66                                                                                           | Sens A-66 | Sens A-66 | Sens A-66 | Croquis | Sens A-50 | Sens A-50                                                                        | Sens A-50 | Sens A-50 | Incidents |
| Vitesse                                                                                             | Élément | Sortie | Sortie    | Croquis | Sortie    | Sortie                                                                           | Élément   | Vitesse   | Incidents |
| Vitesse                                                                                             | Élément | Adresse | Nº        | Croquis | Nº        | Adresse                                                                          | Élément   | Vitesse   | Incidents |
| --------------------------------------------------------------------------------------------------- | --- | --- | --------- | ------- | --------- | -------------------------------------------------------------------------------- | --------- | --------- | --------- |
| | | SA-20 Polígono El Montalvo CL-517 Todas Direcciones A-62 E-80 N-620 Todas Direcciones A-66 E-803 N-630 Todas Direcciones | 92        |         | 92        | CL-510 Alba de Tormes                                                            |           |           |           |
| A-50 Ávila Madrid                                                                                   | | SA-20 Polígono El Montalvo CL-517 Todas Direcciones A-62 E-80 N-620 Todas Direcciones A-66 E-803 N-630 Todas Direcciones | 92        |         | 92        |                                                                                  |           |           |           |
| Zona Comercial Santa Marta de Tormes                                                                | | SA-20 Polígono El Montalvo CL-517 Todas Direcciones A-62 E-80 N-620 Todas Direcciones A-66 E-803 N-630 Todas Direcciones | 92        |         | 92        |                                                                                  |           |           |           |
| A-50 Salamanque                                                                                     | | SA-20 Polígono El Montalvo CL-517 Todas Direcciones A-62 E-80 N-620 Todas Direcciones A-66 E-803 N-630 Todas Direcciones | 92        |         | 92        |                                                                                  |           |           |           |
| CL-510 Alba de Tormes                                                                               | SA-20 Polígono El Montalvo CL-517 Todas Direcciones A-62 E-80 N-620 Todas Direcciones A-66 E-803 N-630 Todas Direcciones | | 92        |         | 92        |                                                                                  |           |           |           |
| A-50 Ávila Madrid                                                                                   | SA-20 Polígono El Montalvo CL-517 Todas Direcciones A-62 E-80 N-620 Todas Direcciones A-66 E-803 N-630 Todas Direcciones | | 92        |         | 92        |                                                                                  |           |           |           |
| Zona Comercial Santa Marta de Tormes                                                                | SA-20 Polígono El Montalvo CL-517 Todas Direcciones A-62 E-80 N-620 Todas Direcciones A-66 E-803 N-630 Todas Direcciones | | 92        |         | 92        |                                                                                  |           |           |           |
| A-50 Salamanque                                                                                     | SA-20 Polígono El Montalvo CL-517 Todas Direcciones A-62 E-80 N-620 Todas Direcciones A-66 E-803 N-630 Todas Direcciones | | 92        |         | 92        |                                                                                  |           |           |           |
| | | Salamanque Polígono El Montalvo I                                                                                        | 93        |         | 93        | Carbajosa de la Sagrada Polígono El Montalvo II Polígono El Montalvo III         |           |           |           |
| SA-20 CL-517 Todas Direcciones A-62 E-80 N-620 Todas Direcciones A-66 E-803 N-630 Todas Direcciones | | | 93        |         | 93        | Carbajosa de la Sagrada Polígono El Montalvo II Polígono El Montalvo III         |           |           |           |
| SA-20 A-50 N-501 Todas Direcciones                                                                  | | | 93        |         | 93        |                                                                                  |           |           |           |
| Carbajosa de la Sagrada Polígono El Montalvo II Polígono El Montalvo III                            | Salamanque Polígono El Montalvo I                                                                                        | | 93        |         | 93        |                                                                                  |           |           |           |
| Carbajosa de la Sagrada Polígono El Montalvo II Polígono El Montalvo III                            | SA-20 CL-517 Todas Direcciones A-62 E-80 N-620 Todas Direcciones A-66 E-803 N-630 Todas Direcciones                      | | 93        |         | 93        |                                                                                  |           |           |           |
| SA-20 A-50 N-501 Todas Direcciones                                                                  | | | 93        |         | 93        |                                                                                  |           |           |           |
| | | SA-20 |           | PK 93,5 | PK 93,5   | SA-20 RADAR FIJO                                                                 |           |           |           |
| | | N-630 Salamanque Zamora                                                                                                  | 94        |         | 95        | N-630 A-66 E-803 N-630 Caceres Polígono El Montalvo III                          |           |           |           |
| SA-20 A-66 Zamora CL-517 Todas Direcciones A-62 E-80 N-620 Todas Direcciones                        | | | 94        |         | 95        | N-630 A-66 E-803 N-630 Caceres Polígono El Montalvo III                          |           |           |           |
| SA-20 A-50 N-501 Todas Direcciones                                                                  | | | 94        |         | 95        |                                                                                  |           |           |           |
| N-630 A-66 E-803 N-630 Caceres Polígono El Montalvo III                                             | N-630 Salamanque Zamora                                                                                                  | | 94        |         | 95        |                                                                                  |           |           |           |
| N-630 A-66 E-803 N-630 Caceres Polígono El Montalvo III                                             | SA-20 A-66 Zamora CL-517 Todas Direcciones A-62 E-80 N-620 Todas Direcciones                                             | | 94        |         | 95        |                                                                                  |           |           |           |
| SA-20 A-50 N-501 Todas Direcciones                                                                  | | | 94        |         | 95        |                                                                                  |           |           |           |
| | | CL-512 Salamanque | 96        |         | 96        | SA-20 A-50 N-501 Todas Direcciones A-66 E-803 N-630 Caceres Polígono El Montalvo |           |           |           |
| A-66 Zamora CL-517 Todas Direcciones A-62 E-80 N-620 Todas Direcciones                              | | | 96        |         | 96        | SA-20 A-50 N-501 Todas Direcciones A-66 E-803 N-630 Caceres Polígono El Montalvo |           |           |           |
| CL-512 Salamanque                                                                                   | | | 96        |         | 96        |                                                                                  |           |           |           |
| CL-512 Aldeatejada Vecinos                                                                          | A-66 Zamora CL-517 Todas Direcciones A-62 E-80 N-620 Todas Direcciones                                                   | | 96        |         | 96        |                                                                                  |           |           |           |
| SA-20 A-50 N-501 Todas Direcciones A-66 E-803 N-630 Caceres Polígono El Montalvo                    | A-66 Zamora CL-517 Todas Direcciones A-62 E-80 N-620 Todas Direcciones                                                   | | 96        |         | 96        |                                                                                  |           |           |           |
| CL-512 Aldeatejada Vecinos                                                                          | | | 96        |         | 96        |                                                                                  |           |           |           |